# Unione Terre e Fiumi
L'Unione dei Comuni Terre e Fiumi è un ente territoriale che aggrega i tre comuni di Copparo, Riva del Po e Tresignana.
Presenta una popolazione di 35 413 abitanti che si estende su una superficie di 419,93 km² e la sua sede è stabilita presso il comune di Copparo.
L'Unione è amministrata dalla giunta dell'Unione, i cui componenti sono i sindaci dei tre comuni membri, mentre in precedenza lo erano i sei dei comuni che in origine decisero la sua istituzione prima dell'accorpamento, oltre a Copparo e Jolanda di Savoia, Berra, Formignana, Ro e Tresigallo.
Dal 5 agosto 2019 l'incarico del presidente della giunta è ricoperto da Laura Perelli, sindaco del comune di Tresignana.
Il 1º gennaio 2018 il Comune di Jolanda di Savoia, fino a quel momento membro dell'Unione, è uscito in seguito a polemiche sulla gestione finanziaria sollevate dal sindaco Elisa Trombin.

## Principali funzioni
Tra le principali funzioni attribuite dai comuni aderenti all'Unione, vi sono: gestione del personale; polizia locale; sistemi informativi; servizi pubblici locali; sistemi di pianificazione urbanistica intercomunale.